# Schmetterling (Patience)
Der Schmetterling ist eine schwierige Patience, die mit einem Blatt von 52 Karten gespielt wird.

## Spielregeln und Varianten

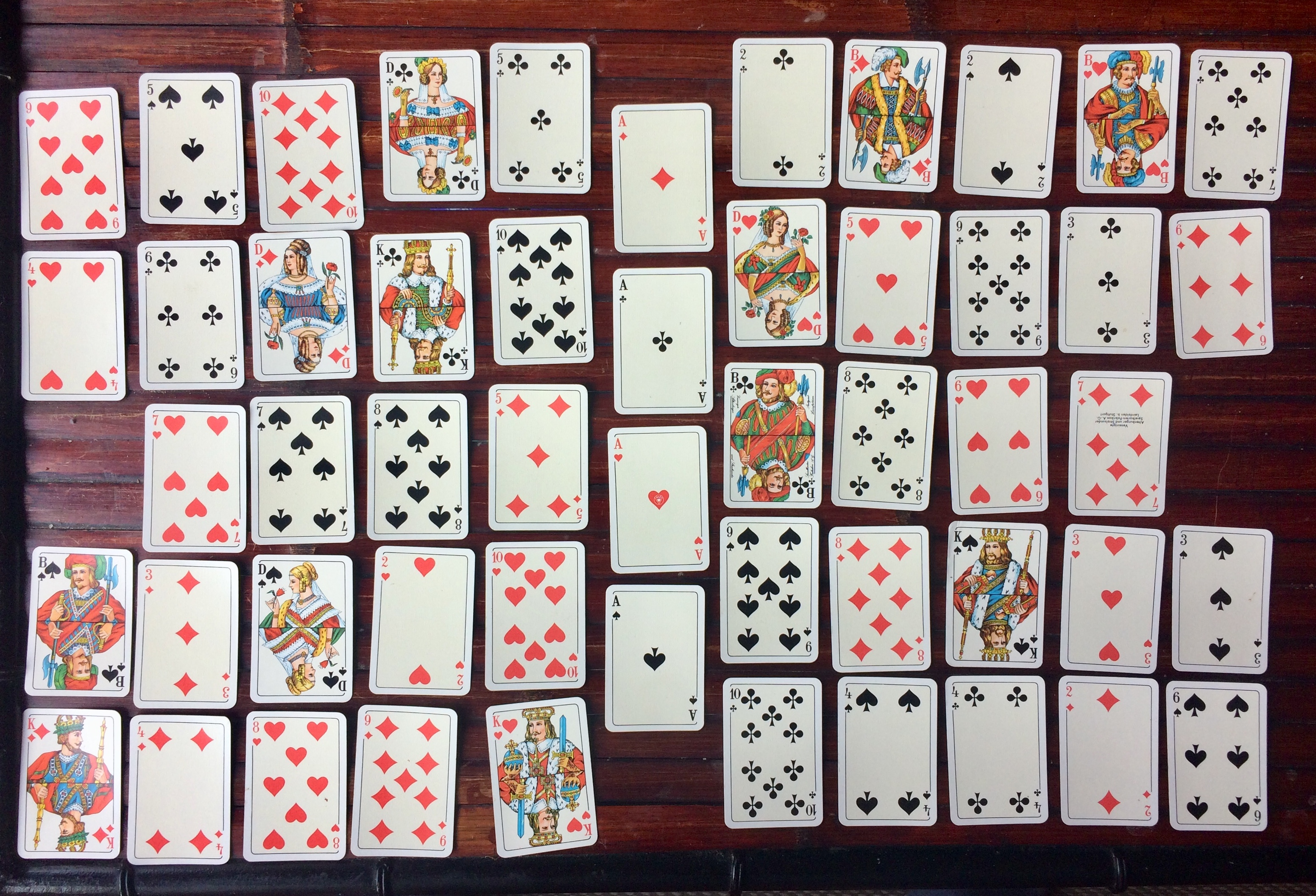
Schmetterlingspatience Auslage

Wie die meisten Patiencen ist auch der „Schmetterling“ ein Kartenspiel für eine einzelne Person. Die Spielkarten sind ein einfaches Romméblatt mit 52 Karten. 
Die vier Asse werden zu Beginn in beliebiger Reihenfolge untereinander gelegt. Sie bilden den symbolisierten Körper des Schmetterlings.
Die übrigen 48 Karten werden in fünf Reihen rechts und links der Asse wie in der Abbildung aufgelegt, das sind zunächst 2 Reihen zu jeweils 5 Karten, und eine mittlere Reihe zu je 4 Karten und dann nochmals 2 Reihen zu je 5 Karten. Die fünf Reihen bilden die Flügel des Schmetterlings. 
Die Aufgabe des Spiels ist es, auf die Asse farbecht, also in den 
Farben (Kreuz , Pik , Herz  oder Karo ) 
steigend aufzubauen. Die letzte Karte ist jeweils der König. Liegen alle Könige farbecht auf, ist das Spiel aufgegangen.
Die Geschicklichkeit des Spiels wird dadurch ermöglicht und deutlich, dass an den Außenrändern der Flügel Karten angelegt werden dürfen, und zwar auf- oder absteigend. Dies Karten werden jeweils von anderen Reihen außen weggenommen. Bei diesem Umbau spielen die Farben keine Rolle. Eine etwas schwierigere Variante verlangt, dass an eine rote Karte (Herz oder Karo) stets eine schwarze Karte (Kreuz oder Pik) auf- oder absteigend angelegt wird und umgekehrt an eine schwarze eine rote. Durch dieses Umbauen will man an die geeigneten Karten gelangen, die auf die Ass-Familien passen. Eine Reihe darf nur ganz abgebaut werden, wenn die letzte/innerste Karte auf eine Ass-Familie passt. Eine Reihe vollständig früh abzubauen, kann aber taktisch unklug sein, denn man verliert ja damit eine Reihe zum umbauen. Es wird ferner schnell klar, dass das Spiel umso schwerer ist, je mehr niedrige Karten (Zweier oder Dreier) in einer Reihe weit innen liegen, im Extremfall neben den Assen. In solchen Fällen muss in der Regel am meisten umgebaut werden.
Je weiter das Spiel fortgeschritten ist, desto mehr und längere "Flöten" können an den Außenrändern entstehen, also auf- und absteigende Kartenfolgen. Diese können bei Bedarf in umgekehrter Reihenfolge wieder umgebaut werden.
Wenn nichts mehr geht, hilft der „Keller“. Das heißt, maximal 3 Karten, die nirgends angebaut werden können, dürfen als Hilfskarten von den Außenrändern in den „Keller“ gelegt werden, am besten unterhalb des Schmetterlings. Kellerkarten dürfen nicht wieder an die Außenränder zurückgelegt, sondern nur direkt auf die Ass-Familien abgelegt werden. Es versteht sich von selbst, dass es riskant ist, hohe Karten (etwa 10er bis Könige) in den Keller zu legen, wenn absehbar ist, dass man lange brauchen wird, um sie wieder verwenden zu können. Es ist also besser, im Keller, wenn überhaupt, dann jeweils mit Karten zu operieren, die nur zwei oder 3 Werte größer sind, als der Wert, der gerade auf einer Ass-Familie aufliegt. Als Beispiel kann dienen, die Kreuz 8 in den Keller zu legen, wenn Kreuz 6 auf der Kreuz-Ass-Familie aufliegt. Ein so gewonnener Freiplatz im Keller kann, wenn erforderlich, wieder durch eine andere Hilfskarte aufgefüllt werden.
Der "Schmetterling" ähnelt einem anderen Patiencespiel, dem kleinen Napoleon.

## Belege
1. ↑  Karin Höfer. Patiencen für Anfänger und Fortgeschrittene. Neue Beispiele und Varianten, Aufgaben und Lösungen. 2. Akt. Aufl. 2015. Humboldt Verlag. ISBN 978-386910-179-8
2. ↑  Der kleine Napoleon